# GNT Fashion
GNT Fashion é um programa transmitido pela GNT. Apresentado por Lilian Pacce e Caio Braz, o programa aborda comportamento e os principais eventos de moda que acontecem no Brasil e no mundo.